# Ha-Merkaz ha-chakla'i
Ha-Merkaz ha-chakla'i (hebrejsky: המרכז החקלאי‎, Zemědělské centrum) je organizace zastřešující ekonomické a sociální fungování velké části zemědělských vesnic v Izraeli. Byla založena roku 1919.
Šlo o výkonný orgán Svazu zemědělských zaměstnanců napojeného na odborovou centrálu Histadrut. V roce 1994 byly ovšem vazby Svazu zemědělských zaměstnanců na Histadrut přerušeny a jde o samostatnou vlivovou a řídící organizaci. Zabývá se hospodářskými, finančními, sociálními a školskými otázkami spojenými s fungováním zemědělského sektoru a izraelského venkova. Řeší také mzdové záležitosti zaměstnanců v zemědělství. Počátkem 60. let 20. století pod Zemědělské centrum spadalo 550 vesnic typu kibuc, mošav a mošava s celkovou populací přes 250 000 lidí. Vesnice spadající pod tuto organizaci zajišťovaly tehdy cca 70 % zemědělské produkce státu Izrael. Mezi vůdce této organizace patřili významní politici jako Avraham Herzfeld nebo Josef Efrati.